# Tempietto del Santo Sepolcro
Il Tempietto del Santo Sepolcro è un monumento funebre di Firenze, conservato nella cappella del Santo Sepolcro che è l'unica parte ancora consacrata della ex-chiesa di San Pancrazio, oggi sede del Museo Marino Marini. Nel tempietto è sepolto Giovanni di Paolo Rucellai e l'architettura è opera di Leon Battista Alberti.

## Storia
Giovanni di Paolo Rucellai era un ricco mercante fiorentino, legato a Leon Battista Alberti da amicizia ed affinità intellettuale. All'architetto e teorico del Rinascimento aveva già commissionato la sistemazione del proprio palazzo di famiglia (palazzo Rucellai, dal 1447), il completamento della facciata di Santa Maria Novella (dal 1456) e la Loggia Rucellai (completata nel 1460). 
Il tempietto, destinato ad accogliere le spoglie di Giovanni, fu l'ultima delle realizzazioni dell'Alberti nella zona, ed era collocato nella chiesa più vicina al palazzo di famiglia. Iniziato nel 1457, stando agli studi più recenti, venne completato nel 1467, come da data apposta sull'ingresso. Giovanni morì poi nel 1481.

## Architettura

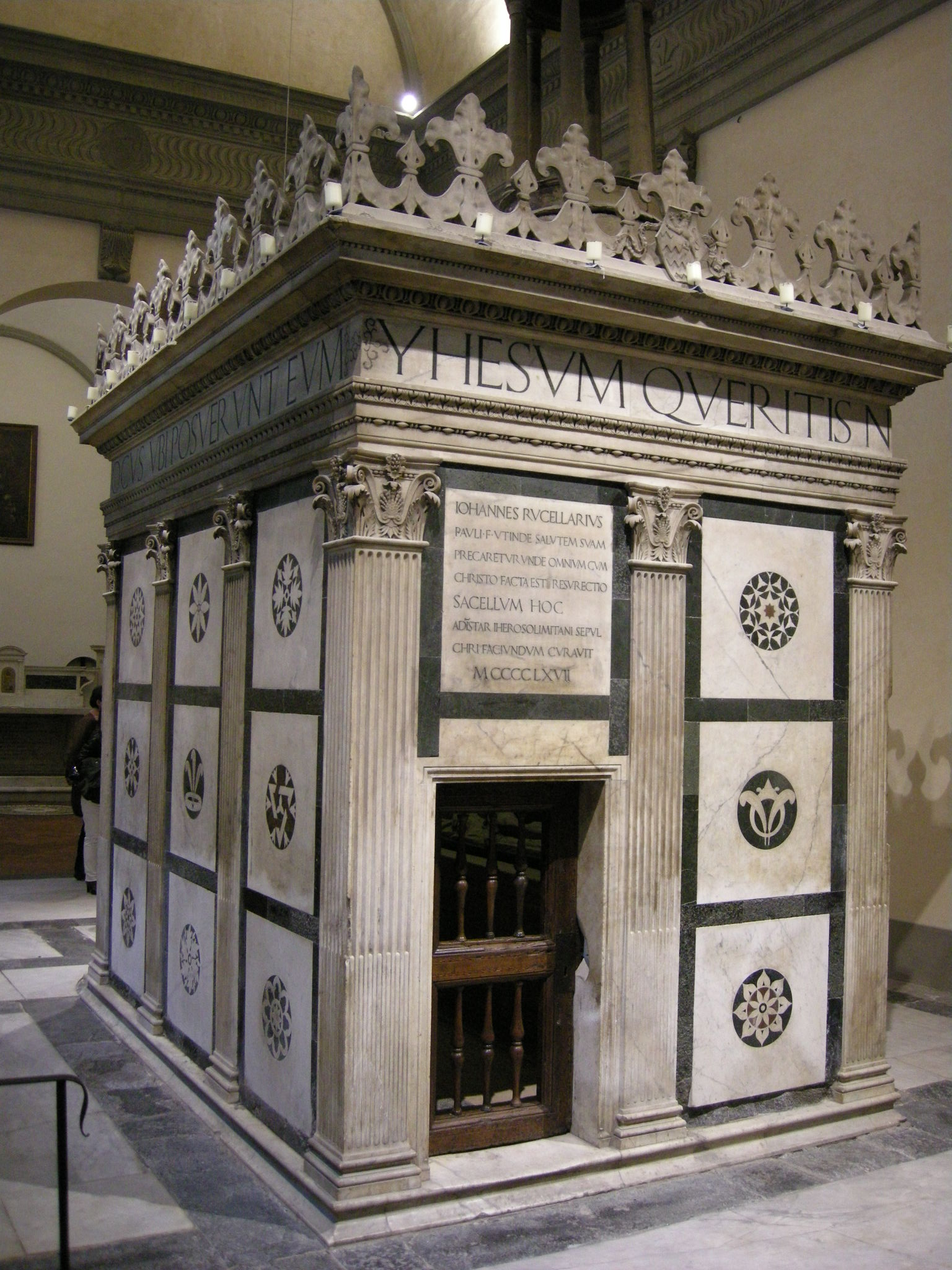
Veduta frontale

La forma del tempietto è ispirata, in scala, al Santo Sepolcro di Gerusalemme, reinterpretato in una struttura rigorosamente classica sulle forme di un Sepulcrum Domini. Su una pianta rettangolare, impostata sul rapporto aureo, si alzano le pareti scandite da paraste corinzie scanalate e rivestite da pannelli quadrati decorati da tarsie marmoree. Sulla trabeazione corre l'iscrizione, in eleganti caratteri lapidari romani ripresi dai monumenti antichi, di un versetto di Marco. Il coronamento è composto da una merlatura gigliata (in onore probabilmente all'Annunziata a cui la cappella era dedicata) e una lanterna, composta come un tempietto a base circolare, che oggi non si trova nella posizione originale e che venne spostata in avanti dal centro durante dei restauri ottocenteschi, per migliorarne la visibilità. 
L'interno è accessibile da una porta molto bassa, ed è decorato da due affreschi di Giovanni da Piamonte (Cristo morto sorretto da due angeli e Resurrezione), un allievo di Piero della Francesca. Sul sarcofago si trova una statua di Cristo giacente.

## Decorazione

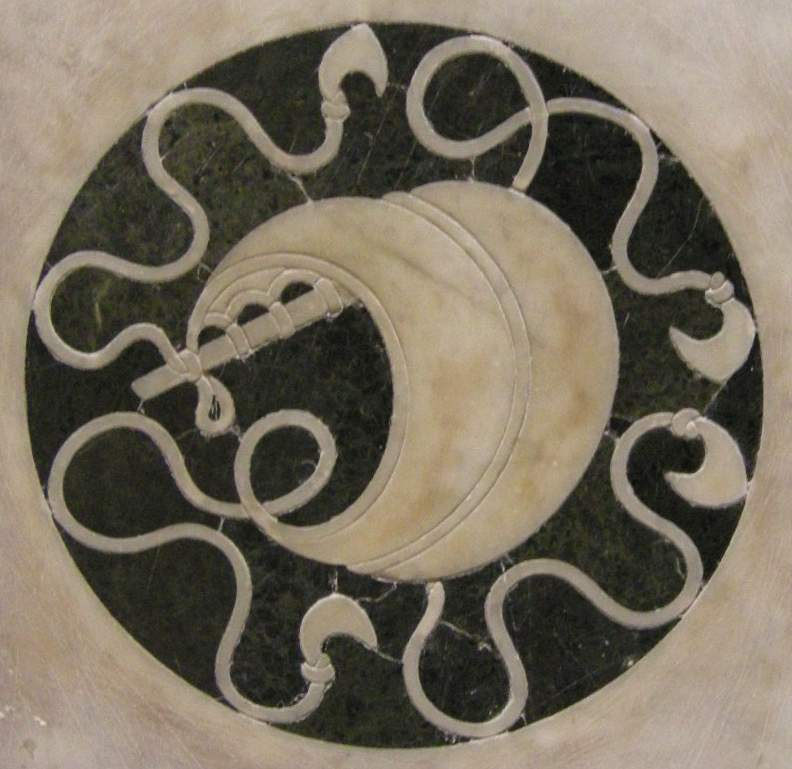
L'impresa personale di Giovanni Rucellai

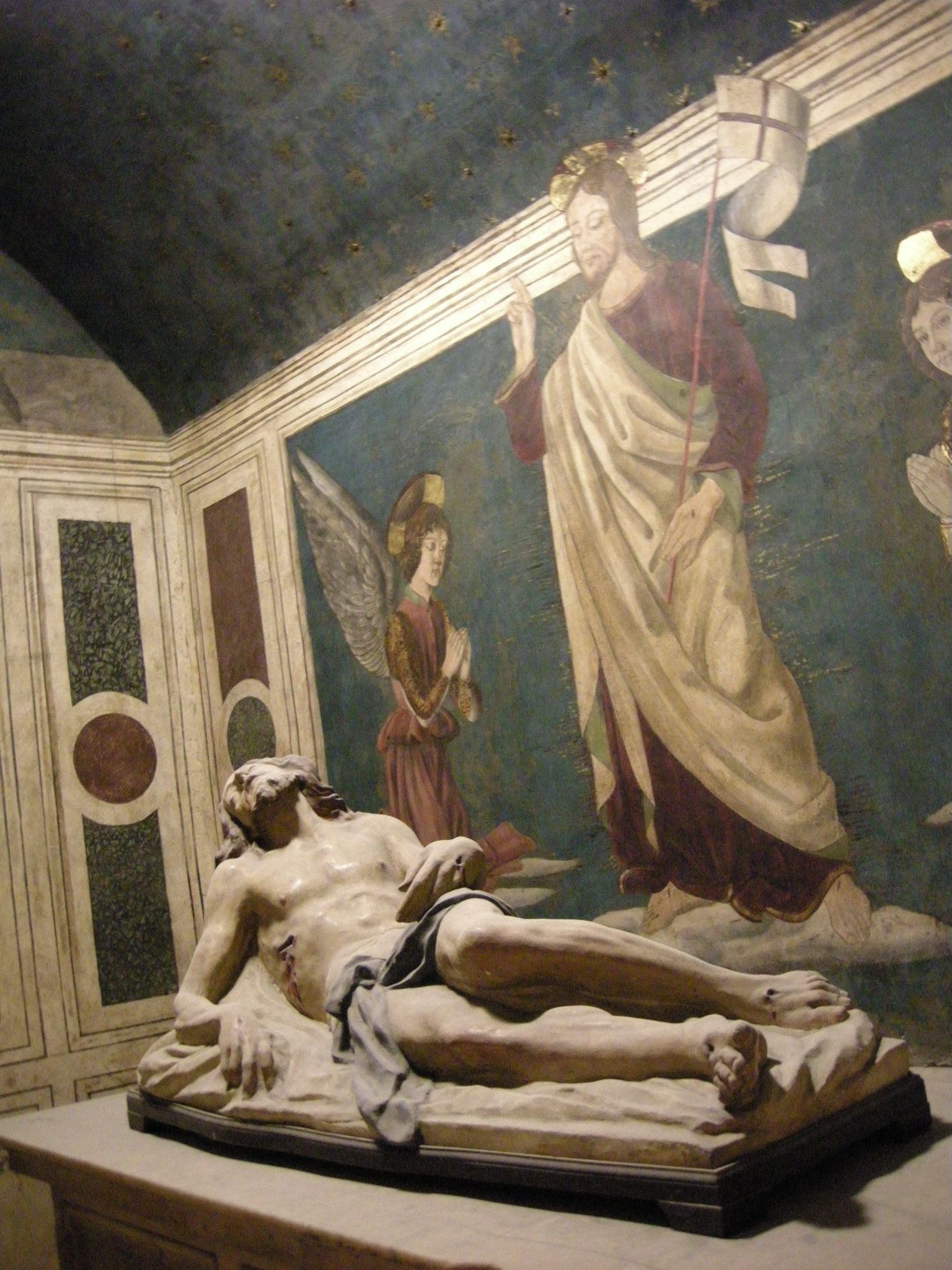
L'interno, con la Resurrezione di Giovanni da Piamonte e la statua di Cristo giacente

Le tarsie marmoree della decorazione esterna si rifanno alla tradizione romanica fiorentina, con esempi quali il Battistero di San Giovanni, San Miniato al Monte o la Badia Fiesolana. Alberti attinse alla tradizione per regolarizzarla e modernizzarla, senza però operare uno stacco netto, ma valorizzandone il retaggio. 
Lo stile delle formelle è sobrio ma altamente elegante, con motivi decorativi in marmo bianco e verde ognuno diverso dall'altro. Le decorazioni sono schemi geometrici a base centrale, ispirati al cerchio ed a altre figure geometriche ripetute in schemi simmetrici e regolari. La geometria secondo Alberti induceva a meditare sui misteri della fede.
Tra queste formelle spiccano su ciascun lato un emblema araldico, appartenente ai personaggi più importanti dell'epoca: la vela spiegata al vento con le sartie sciolte di Giovanni Rucellai, il mazzocchio con tre piume di Cosimo il Vecchio, l'anello di diamante con due piume di Piero de' Medici e il tre anelli intrecciati di Lorenzo il Magnifico. 
L'altezza delle lettere dell'iscrizione è di 16,8 cm ed è corrispondente a quella delle iscrizioni della tomba romana di Cecilia Metella. Leon Battista Alberti ne modulò il disegno dividendo il quadrato di base in dodici parti e rendendo quindi il carattere disegnato più sottile ed elegante.
La decorazione del tempietto è stata di ispirazione anche per alcuni architetti moderni, come Alvar Aalto che ha usato questo schema per la decorazione di interni, mentre Carlo Scarpa ne citò il carattere nelle iscrizioni esterne alla fondazione Querini Stampalia a Venezia.

### Le pareti
| YHESVM QVERITIS N | YHESVM QVERITIS N | AZARENVM CRVCIFIXVM SVR | AZARENVM CRVCIFIXVM SVR | AZARENVM CRVCIFIXVM SVR | REXIT NON EST HIC ECCE L | REXIT NON EST HIC ECCE L | REXIT NON EST HIC ECCE L | OCVS VBI POSVERVNT EVM | OCVS VBI POSVERVNT EVM | OCVS VBI POSVERVNT EVM |
|                   |                   |                         |                         |                         |                          |                          |                          |                        |                        |                        |
|                   |                   |                         |                         |                         |                          |                          |                          |                        |                        |                        |
|                   |                   |                         |                         |                         |                          |                          |                          |                        |                        |                        |

| Parete ovest | Parete sud | Abside est | Parete nord |